# (469421) 2001 XD255
(469421) 2001 XD255 est un objet transneptunien du groupe des plutinos.

## Caractéristiques
(469421) 2001 XD255 mesure environ 330 km de diamètre, ce qui le qualifie comme un candidat au statut de planète naine.